# Боснийцы в Северной Македонии
Боснийцы в Северной Македонии или Македонские бошняки (босн. Bošnjaci u Sjevernoj Makedoniji, макед. Македонски бошњаци) — официально признанное национальное меньшинство Северной Македонии, которое насчитывало в 2001 году по переписи 17 018 человек или 0,84 %. Значительная часть боснийцев в Македонии проживает в Скопье и его окрестностях, часть проживает в общинах Велес и Долнени. С 8 февраля 2007 года в стране отмечается Международный день боснийцев (28 сентября), являющийся нерабочим днём для национальной общины. Боснийцы представлены в стране также политическими партиями — Демократическая лига боснийцев, Партия демократического действия Македонии и Демократическая партия боснийцев Македонии.

## История
Боснийцы расселены относительно равномерно по территории Северной Македонии. Первые боснийские поселения появились после аннексии Боснии и Герцеговины Австро-Венгрией в 1875—1878 годах, когда большое количество исламских беженцев переселилось в Македонию. После Балканских войн мусульмане переселились в Турцию. Значительная часть боснийцев переехала в Социалистическую Республику Македонию в 1950-е и 1960-е годы из Санджака, а именно из общин Тутин, Рожае, Плав, Гусине и Нови-Пазар, вследствие чего их называли «санджаклии». Мусульмане, согласно международному договору Югославии и Турции, могли переехать в Турцию только через Македонию (в основном переезжали боснийцы из Санджака и косовские албанцы). Однако часть населения осела в Македонии, создав турецкие и торбешские поселения. Боснийцы проживали в деревнях Батинцы, Средно-Коняри и Горно-Оризари, где было много турок. В настоящее время небольшие группы боснийцев проживают в районе Скопье, областях Торбешия, к северо-западу от Прилепа и в долинах рек Бабуна и Тополка в общине Велес. По вероисповеданию они мусульмане-сунниты.

## Население

Карта расселения македонских боснийцев согласно переписи 2021 года

По переписи 2001 года боснийцы проживали в следующих общинах:
| Община             | Всё население | Боснийцы |
| ------------------ | ------------- | -------- |
| Скопье             | 467.257       | 6.465    |
| Община Велес       | 57.602        | 2.406    |
| Община Студеничани | 17.246        | 1.662    |
| Општина Долнени    | 11.583        | 1.633    |
| Општина Петровец   | 8.255         | 1.442    |

## Известные представители
- Фехим Хускович, художник
- Ферид Мухич, философ
- Майя Мухич, пресс-секретарь
- Дамир Хаджич, чемпион мира по гребле на байдарке среди молодёжи
- Элвир Мекич, певец
- Алмира Папич, ведущая новостей телеканала МТВ
- Элвира Рахич, певица
- Хидо Туркоглу, турецкий баскетболист
- Рафет Муминович, депутат Собрания Македонии
- Сафет Бишевац, журналист
- Неджат Мемич, журналист
- Элвир Куртанович, чемпион Европы по карате 1994 года среди молодёжи (Кардифф); при нём впервые на международных турнирах прозвучал новый македонский гимн